# Joe Glanfield
Jonathan „Joe“ Glanfield (* 6. August 1979 in London) ist ein ehemaliger britischer Segler.

## Erfolge
Joe Glanfield nahm dreimal mit Nick Rogers an Olympischen Spielen in der 470er Jolle teil. Bei den 2000 verpassten sie in Sydney als Vierter noch knapp einen Medaillengewinn, ehe sie vier Jahre darauf in Athen den Gewinn der Silbermedaille erreichten. Mit 74 Punkten blieben sie dabei nur drei Punkte hinter den Olympiasiegern aus den Vereinigten Staaten, Kevin Burnham und Paul Foerster. Bei den Olympischen Spielen 2008 in Peking waren die beiden Australier Nathan Wilmot und Malcolm Page zu stark für die übrige Konkurrenz, während Glanfield und Rogers mit diesmal 75 Punkten erneut den zweiten Platz vor dem französischen und dem niederländischen Boot belegten, die jeweils 78 Punkte erzielten. Bei Weltmeisterschaften sicherte er sich mit Rogers 2001 in Koper und 2005 in San Francisco jeweils Silber sowie 2004 in Zadar Bronze. 2004 und 2005 wurden die beiden zudem Europameister.
Glanfield ist verheiratet und hat drei Kinder.